# Rolando Alarcón Casellas
Rolando Alarcón Casellas (17 de juny de 1986) és un jugador d'escacs cubà, que té el títol de Mestre Internacional des de 2012.
Tot i que roman inactiu des de l'abril de 2019, a la llista d'Elo de la FIDE del setembre de 2020, hi tenia un Elo de 2383 punts, cosa que en feia el jugador número 60 de Cuba. El seu màxim Elo va ser de 2483 punts, a la llista de l'octubre de 2012 (posició 1110 al rànquing mundial).

## Resultats destacats en competició
El maig de 2015 fou campió del X Obert Tupinamba del Tres Peons amb 7 punts. El juny de 2015 guanyà l'Obert Vila de Santa Coloma de Queralt amb 7 punts de 9, mig punt per davant de Daniele Vocaturo i de Jonathan Cruz. El juliol de 2015 fou tercer a l'Obert de Torredembarra amb 7 punts de 9, a un punt del campió Francesc X. Farran Martos. El maig del 2016 guanyà l'Obert Ciutat de Rubí d'escacs actius amb 8 punts de 9, només cedint un punt a la darrera ronda contra Carles Díaz Camallonga. El juny de 2016 fou campió de l'Obert del Mollet del Vallès amb 8 punts, un punt per davant de Marc Narciso i Leonardo Valdés.